# Phacoides pectinatus
Phacoides pectinatus (nomeado, em inglês, thick American Lucina; em português, no Brasil, amêijoa, lambreta, e derivado da língua indígena tupi, sernambi, sarnambi – Eurico Santos também dando este último nome para os sambaquis –  ou cernambi – Nome este também dado a outros moluscos e especialmente para Anomalocardia flexuosa, segundo o Dicionário Aurélio – ; por vezes, no passado, cientificamente denominado Lucina pectinata) é um molusco Bivalvia, marinho e litorâneo, da família Lucinidae e considerado a única espécie do gênero Phacoides (táxon monotípico); classificada por Johann Friedrich Gmelin e denominada Tellina pectinata, em 1791, na obra Caroli a Linnaei Systema Naturae per Regna Tria Naturae, Ed. 13. Tome 1(6). Leipzig. Habita as costas do oeste do Atlântico, da Carolina do Norte até Flórida, nos Estados Unidos, ao golfo do México e mar do Caribe, incluindo Antilhas, costa leste da Colômbia e Venezuela, indo até a região sul do Brasil, em Santa Catarina, enterrando-se nos bentos de substrato arenoso-lamoso de águas rasas das regiões estuarinas com fraca maresia, incluindo mangues, até os 10 metros de profundidade; podendo ser encontrado em sambaquis, do Espírito Santo até Torres, no Rio Grande do Sul, e sendo usado para a alimentação humana.; enterrando-se numa profundidade de aproximadamente 15 centímetros e aparecendo em menor quantidade no período chuvoso. A sua distribuição costeira e estuarina facilita a sua exploração comercial, feita através do intenso extrativismo, geralmente quando a maré encontra-se na baixa-mar; chegando a ter certa importância como bem de consumo na região nordeste do Brasil.

## Descrição da concha
Phacoides pectinatus possui concha opaca e suborbicular (que tem forma quase circular), de valvas semelhantes, pouco infladas e moderadamente delgadas, com escultura de finas e visíveis linhas de crescimento; com perióstraco deiscente, castanho claro a escuro, cobrindo valvas de coloração amarelada a alaranjada, principalmente em sua área interna e marginal, até creme ou brancas; dotada de borda arredondada, mais reta em suas extremidades laterais; com umbos pequenos; podendo atingir tamanhos de aproximadamente 9 centímetros de comprimento, quando bem desenvolvida.